# Stajnica
Stajnica je selo u općini Brinje.

## Zemljopis
Selo Stajnica nalazi se na sjevero-istočnom dijelu današnje općine Brinje, odnosno na krajnjem sjeveru Like. Ovo je područje tipični krš, koji obuhvaća krško Stajničko polje s okolnim brdskim predjelima i potok Jarugu koja ponire nedaleko od Jezerana. Stajničko polje nalazi se s južne strane obronaka planinskog grebena Male Kapele. U slikovitim kontaktima s okolnim šumovitim planinskim područjima daje prekrasne pejzaže. Ukupne je površine porječja 63 km². Sa sjeverne strane nalaze se dominantni vrhovi Kapele: Veliki panos (1.079 mnm) i Oštri vrh (1.164 mnm).
Sa zapadne strane nastavlja se Crnačko polje, površine porječja 34 km², sa susjednim mjestima Jezerane i Crnač. S istočne strane je Glibodolsko polje površine porječja 46 km². Na zapadnom ogranku Glibodolskog polja razvilo se naselje Lipice, koje je u starijoj povijesti bilo u sastavu Stajničke župe. Kasnijim razvojem odvaja se u samostalnu župu. Stajnica se sastoji od nekoliko samostalnih, pretežito patronimičkih, zaselaka koji su se smjestili na rubovima Stajničkog polja. Sa sjeverne strane su Porkulabi, Kolišće, Rajkovići, Krznarići, Šmiti, Dumenčići, Majtinići, Sveti Petar, Vučetići i Čarapovo Selo, na istočnom rubu polja nalaze se Ujaci i Tominčeva Draga, dok su s južne strane smješteni Žižići, Brdo, Požari, Murkovići, Mesići i Štefanići.
Prosječna visina Stajničkog polja kreće se od 497 mnm (metara nad morem-Jezerane), 505,2 (crkva) 511 (Čarapovo Selo) i 554 (Tominac Draga). S južne strane Stajnice protežu se brežuljci Kopanje Veliko i Malo (631 mnm), Jelak (626 mnm), Mesićev vršak, Petrov i Pavlov vršak, Šašina mala (Plantaš) i Kalun (729 mnm). Istočno od zaselka Tominac Drage najveće je brdo Vršak 656 mnm. Dalje prema jugozapadu započinje Velebitski greben (Senjsko bilo). Na kolnim brdskim područjima postoje prostrani planinski pašnjaci i livade koje su od pamtivijeka koristili stajnički pastiri. Gornja Stajnica imala je pašnjake i livade kao što su Mekote, Brezovača, Dolac, Črnetićka, Strmar, Petrovićeva biljevina, Velika i Mala Mrkovina, Slime, Strižakovica, Javorovka, Krševine, Leskovka, Tomašićka (izvor), Paljevina, Vršeljak, Dumenčićeva Javorovka, Krčel, Pajine drage, Lokvice, Kozjaci, Stara i Nova biljevina, Sinokoše, Vršak, Tavan, Škura žliba, Jasenovka, Krčevina, Kodrićka, Brezovača, Uvala, Žliba, Beli i Crni Javor, Ravna Draga, Runjavica, Sinokoše, Zidenica, Bujednjaci, Velika i Mala žila, Tavan, Krč, Sebrde, Kujača, Velika uvala, Stojanka, Živa voda i ostale manje površine.
Iznad južne strane polja nalaze se također bogati pašnjaci kao što su Kopanje, Veliko kopanje, Kalun, Medvidnjaci, Šprajčeva javorovka, Mašićevi krči, Pavlakovo, Šmitova ravan, Skraj krči, Banov vršak, Lukić, Vučetićeve strane, Ulica, Kladice, Strežbenica, Ćevin krč. Sve su se ove površine redovito kosile i koristile za ispašu blaga.

## Stanovništvo
- 2021. – 164
- 2011. – 218
- 2001. – 301
- 1991. – 497 (Hrvati – 468, Srbi – 2, Jugoslaveni – 1, ostali – 26)
- 1981. – 626 (Hrvati – 617, Srbi – 3, Jugoslaveni – 2, ostali – 4)
- 1971. – 899 (Hrvati – 888, Srbi – 5, ostali – 6)

## Gospodarstvo
Sadašnje stanovništvo uglavnom se bavi poljoprivrednom proizvodnjom i stočarstvom. Za prehranu stoke osim travnih smjesa uzgaja se lucerna i crvena djetelina. Od ostalih kultura uzgaja se prvenstveno krumpir, ali još uvijek ekstenzivno, iako postojeća tla i klima pogoduju njegovom intenzivnom uzgoju. Ječam, zob, pšenica i kukuruz uzgajaju se u manjim količinama.
Proizvodnja voća uglavnom se svodi na šljivu (plavu bistricu), koja je velikim dijelom zaražena šljivinom šarkom. Šljiva se uglavnom koristi za proizvodnju rakije a postoje uvjeti da se ista suši i konfekcionira. Postoje vrlo dobri uvjeti za proizvodnju ekološki čistih poljodjelskih sjemenskih i merkatinlih proizvoda poput kupusa i eventualno repe, koji se mogu konzervirati u manjim pogonima. Ostale vrste voća uzgajaju se u zanemarivim količinama.
S obzirom na to da Hrvatskoj nedostaju značajne količine pivskog slada postoje mogućnosti za proizvodnju jarog ječma, te zobenih i ječmenih pahuljica. Postoje izuzetni uvjeti i za sakupljanje raznog ljekovitog i aromatskog bilja, što je danas svjetski trend.
Stočarstvo može imati veliki udio u ukupnoj poljodjelskoj proizvodnji, iz razloga što postoje izvrsni uvjeti za proizvodnju sijena, ali i velike površine pašnjaka. To se posebno odnosi na razvoj ovčarstva i kozarstva ali i govedarstva. Ovime bi se intenzivirala proizvodnja mlijeka i mliječnih proizvoda ali i proizvodnja mesa, te svježih i polutrajnih proizvoda.
Na potoku Jarugi postoje povoljne mogućnosti kvalitetnog razvoja športsko-rekreacionog ribolova i razvoj malog ribarstva, što je poslije Drugog svjetskog rata bilo dosta aktualno, ali je zbog nerazumijevanja šire zajednice taj projekt propao.
Šumsko bogatstvo kapelskog gorja trebalo bi postati temelj za iskorištavanje i preradu drveta na razne načine i u različite svrhe. Postoje izuzetno velike zalihe drvne mase.
Stajničko i okolno područje daje izuzetne mogućnosti za razvoj lovnog, seoskog, “robinzonskog”, rekreativnog turizma (planinarenje, speleologija, kupanje, jahanje, biciklizam, sanjkanje i skijanje…) Turizam bi mogao razviti i proizvodnju hrane koja je specifična ovom podneblju: pastrva, janjetina, kozji i ovčji sir, ali i “Škripavac”, basa, kiselo mlijeko, palenta, kupus, kiselo mlijeko, ljekovito bilje, domaći med, gljive, divljač i rakija. Domaći ručni radovi poput biljaca, vunenih čarapa, “šarenice” i mnogo drugih autohtonih proizvoda mogu biti interesantni suvremenom potrošaču. Izgradnjom strateškog cestovnog koridora Zagreb-Split i Žuta Lokva – Rijeka koji će biti u sastavu budućeg “Jadranskojonskog koridora” bitno će se otvoriti ovo područje i njegova dostupnost širim turističkim potrebama, ne samo kontinentalnoj već i primorskoj regiji.

## Znamenitosti
- Kurija Bohutinsky (Murković)

## Šport
Svake godine se povodom blagdana svete Magdalene održava turnir u malom nogometu.

## Poznati ljudi
- Josip Draženović – književnik
- Radovan Fröhlich – autor
- Matija Mesić – prvi rektor zagrebačkog sveučilišta
- Stjepan Mesić – drugi je predsjednik Republike Hrvatske. Bivši je predsjednik predsjedništva SFRJ. Rođen je u Orahovici, ali mu je porijeklo iz Stajnice.
- Matija Murković – general
- Ivica Sertić – baletni plesač
- Ladislav Sertić – baletni plesač
- Darko Tominac – Speedway prvak Jugoslavije 1975
- Zdravko Tominac – Speedway prvak Jugoslavije 1988
- Vesna Tominac Matačić – hrvatska glumica

## Vanjske poveznice
- Zavičajni klub Stajnica  Arhivirana inačica izvorne stranice od 8. srpnja 2006. (Wayback Machine)
- Meteorološka stanica u Stajnici  Arhivirana inačica izvorne stranice od 9. veljače 2009. (Wayback Machine)